# Брюне, Каролин
Кароли́н Брюне́ (фр. Caroline Brunet; 20 марта 1969, Монреаль) — канадская гребчиха-байдарочница, выступала за сборную Канады в конце 1980-х — начале 2000-х годов. Участница пяти летних Олимпийских игр, бронзовая и дважды серебряная призёрка Олимпийских игр, десятикратная чемпионка мира, победительница многих регат национального и международного значения.

## Биография
Каролин Брюне родилась 20 марта 1969 года в Монреале. Активно заниматься греблей на байдарках начала в возрасте одиннадцати лет, проходила подготовку в клубе гребли на байдарках и каноэ города Лак-Бопор в провинции Квебек. В 1987 году впервые вошла в основной состав канадской национальной сборной и стала участвовать в крупных международных регатах.
Благодаря череде удачных выступлений удостоилась права защищать честь страны на летних Олимпийских играх 1988 года в Сеуле — в одиночках на полукилометровой дистанции дошла до стадии полуфиналов, тогда как в четвёрках не смогла пройти дальше стартового раунда. Четыре года спустя благополучно прошла квалификацию на Олимпиаду в Барселоне, но вновь осталась без медалей: показала седьмой результат в одиночках и шестой в четвёрках.
Первого серьёзного успеха на взрослом международном уровне Брюне добилась в 1993 году, когда побывала на чемпионате мира в Копенгагене и привезла оттуда награду бронзового достоинства, выигранную в полукилометровом зачёте одиночек. В следующем сезоне не мировом первенстве в Мехико она взяла бронзу на двухстах метрах в одиночках и четвёрках, ещё через год на аналогичных соревнованиях в немецком Дуйсбурге трижды поднималась на пьедестал почёта: получила серебро в одиночках на 200 и 500 м, а также золото в четвёрках на 200 м. Позже попала на Олимпийские игры 1996 года в Атланте, где завоевала серебряную медаль в зачёте одиночных байдарок — в решающем заезде уступила лишь представительнице Венгрии Рите Кёбан.
В 1997 году Брюне крайне успешно выступила на домашнем чемпионате мира в Дартмуте, одержав победу во всех трёх своих дисциплинах, в одиночках на двухстах, пятистах и тысяче метрах. Год спустя на мировом первенстве в венгерском Сегеде почти повторила это выдающееся достижение, но на сей раз на километре проиграла итальянке Йозефе Идем. Затем на чемпионате мира в Милане четырежды попала в число призёров, в том числе вновь стала чемпионкой во всех трёх одиночных женских дисциплинах. Будучи безоговорочным лидером гребной сборной Канады, легко отобралась на Олимпийские игры 2000 года в Сиднее, где добавила в послужной список ещё одну серебряную олимпийскую медаль одиночной полукилометровой программы — в финале всего лишь 0,8 секунды уступила итальянке Идем. Также в паре с Милани Барре участвовала здесь в программе двухместных экипажей, однако пересекла финишную черту только пятой. На этих играх, помимо всего прочего, была удостоена чести нести знамя Канады на церемонии открытия.
После четырёх Олимпиад Брюне осталась в основном составе канадской гребной сборной и продолжила принимать участие в крупнейших международных регатах. Так, в 2002 году она побывала на чемпионате мира в испанской Севилье, получив серебряные медали в одиночках на двухстах и пятистах метрах. В следующем сезоне на мировом первенстве в американском Гейнсвилле пополнила медальную коллекцию наградами бронзового, серебряного и золотого достоинства, став таким образом десятикратной чемпионкой мира по гребле на байдарках и каноэ. В 2004 году отправилась на пятые в своей биографии Олимпийские игры в Афинах — в двойках с напарницей Карен Фюрно финишировала в финале седьмой, в то время как в одиночках завоевала бронзу, оставшись позади Наташи Душев-Янич и Йозефы Идем. Вскоре Каролин Брюне приняла решение завершить карьеру профессиональной спортсменки, уступив место в сборной молодым канадским гребчихам.
В 2009 году введена в Зал спортивной славы Канады.